# Madalena Sibila da Saxónia
Madalena Sibila da Saxónia (23 de dezembro de 1617 - 6 de janeiro de 1668) foi a princesa-eleita da Dinamarca entre 1634 e 1647 e duquesa de Saxe-Altemburgo como esposa de Frederico Guilherme II.

## Família
Madalena Sibila era a oitava filha do segundo casamento do príncipe-eleitor João Jorge I da Saxónia com a duquesa Madalena Sibila da Prússia. Entre os seus irmãos estava a duquesa Sofia Leonor da Saxónia, esposa do conde Jorge II de Hesse-Darmstadt, o príncipe-eleitor João Jorge II da Saxónia e o duque Maurício de Saxe-Zeitz. Os seus avós paternos eram o príncipe-eleitor Cristiano I da Saxónia e a marquesa Sofia de Brandemburgo. Os seus avós maternos eram o duque Alberto Frederico da Prússia e a duquesa Maria Leonor de Cleves.

## Primeiro casamento
Em 1633, Madalena ficou noiva do príncipe Cristiano da Dinamarca, filho mais velho do rei Cristiano IV da Dinamarca. O casamento celebrou-se no dia 5 de Outubro de 1634 em Copenhaga com grandes festejos. A cerimónia ficou para a História da Dinamarca como "Det Store Bilager" (O Grande Casamento) e foi o símbolo da pompa e luxo da era barroca. Foi também durante as festividades de casamento que se realizou o primeiro espectáculo de ballet na Dinamarca.
O casal vivia no Castelo de Nykøbing em Falster. Madalena tinha uma vida discreta, fazendo donativos a igrejas e membros do clero, algo que lhe valeu muitos elogias. Também escreveu um livro de orações. O seu marido morreu durante uma viagem que ambos fizeram à Saxónia e acabaram por não ter filhos. No ano seguinte o seu cunhado Frederico tornou-se rei da Dinamarca.
Quando ficou viúva em 1647, Madalena recebeu o feudo de Lolland-Falster e a posição de representante da coroa no condado de Nykøbing assim como os condados de Falster e Ålholm, todos territórios que a princesa tinha pedido especificamente e foi para lá que se retirou nos anos que se seguiram.

## Segundo casamento
Em 1651, Madalena ficou noiva do duque Frederico Guilherme II de Saxe-Altemburgo e os dois casaram-se a 11 de Outubro de 1652 em Dresden. No ano seguinte perdeu todas as terras e títulos na Dinamarca.
Teve três filhos com o seu segundo marido:
1. Cristiano de Saxe-Altemburgo (27 de Fevereiro de 1654 – 5 de Junho de 1663), morreu aos nove anos de idade.
2. Joana Madalena de Saxe-Altemburgo (14 de Janeiro de 1656 – 22 de Janeiro de 1686), casada com João Adolfo I, Duque de Saxe-Weissenfels; com descendência.
3. Frederico Guilherme III, Duque de Saxe-Altemburgo (12 de Julho de 1657 – 14 de Abril de 1672), foi duque de Saxe-Altemburgo durante três anos, até morrer de varíola aos 14 anos de idade.

Com a sua morte a linha de Saxe-Altemburgo extinguiu-se e os territórios foram incorporados na linha de Saxe-Gota. O título de duque de Saxe-Altemburgo voltaria em 1826, aquando de outra divisão destes territórios.
Madalena voltou à Dinamarca em 1662 para o noivado da princesa Ana Sofia da Dinamarca com o príncipe-eleitor João Jorge III da Saxónia. Quando morreu, disseram que a duquesa tinha sido fervorosamente leal aos dinamarqueses até ao fim.

## Genealogia
| Madalena Sibila da Saxónia | Pai: João Jorge I, Eleitor da Saxônia | Avô paterno: Cristiano I, Eleitor da Saxônia     | Bisavô paterno: Augusto I, Eleitor da Saxónia          |
| Madalena Sibila da Saxónia | Pai: João Jorge I, Eleitor da Saxônia | Avô paterno: Cristiano I, Eleitor da Saxônia     | Bisavó paterna: Ana da Dinamarca (1532–1585)           |
| Madalena Sibila da Saxónia | Pai: João Jorge I, Eleitor da Saxônia | Avó paterna: Sofia de Brandemburgo               | Bisavô paterno: João Jorge, Eleitor de Brandemburgo    |
| Madalena Sibila da Saxónia | Pai: João Jorge I, Eleitor da Saxônia | Avó paterna: Sofia de Brandemburgo               | Bisavó paterna: Sabina de Brandemburgo-Ansbach         |
| Madalena Sibila da Saxónia | Mãe: Madalena Sibila da Prússia       | Avô materno: Alberto Frederico, Duque da Prússia | Bisavô materno: Alberto, Duque da Prússia              |
| Madalena Sibila da Saxónia | Mãe: Madalena Sibila da Prússia       | Avô materno: Alberto Frederico, Duque da Prússia | Bisavó materna: Ana Maria de Brunsvique-Luneburgo      |
| Madalena Sibila da Saxónia | Mãe: Madalena Sibila da Prússia       | Avó materna: Maria Leonor de Cleves              | Bisavô materno: Guilherme, Duque de Jülich-Cleves-Berg |
| Madalena Sibila da Saxónia | Mãe: Madalena Sibila da Prússia       | Avó materna: Maria Leonor de Cleves              | Bisavó materna: Maria da Áustria                       |